# Mihály Szilágyi
Mihály Szilágyi (1400 – Impero ottomano, 1460) è stato un generale ungherese, reggente del Regno d'Ungheria dal 1458 al 1459.